# Liste der denkmalgeschützten Objekte in Mischendorf
Die Liste der denkmalgeschützten Objekte in Mischendorf enthält die 7 denkmalgeschützten, unbeweglichen Objekte der Gemeinde Mischendorf.

## Denkmäler
| Foto |                 | Denkmal                                                                | Standort                                  | Beschreibung | Metadaten |
| ---- | --------------- | ---------------------------------------------------------------------- | ----------------------------------------- | --- | --- |
| ja   | Datei hochladen | Glockenturm HERIS-ID: 12131 Objekt-ID: 8266                            | Standort KG: Kleinbachselten              | Der hölzerne Glockenturm stammt ursprünglich aus dem 18. Jh. und wurde bereits mehrfach in alter Form erneuert. | BDA-Hist.: Q38122726 Status: § 2a Stand der BDA-Liste: 2025-06-30 Name: Glockenturm GstNr.: 440 Glockenturm Kleinbachselten                                                      |
| ja   | Datei hochladen | Kath. Filialkirche hl. Laurentius HERIS-ID: 12133 Objekt-ID: 8268      | Standort KG: Kotezicken                   | Die kleine Dorfkirche mit halbrunder Apsis und Westturm wurde 1848 erbaut. | BDA-Hist.: Q38122756 Status: § 2a Stand der BDA-Liste: 2025-06-30 Name: Kath. Filialkirche hl. Laurentius GstNr.: 110 Filialkirche Kotezicken                                    |
| ja   | Datei hochladen | Altes Gemeindehaus - Stuhlrichterhof HERIS-ID: 12138 Objekt-ID: 8273   | Hauptplatz 13 Standort KG: Mischendorf    | | BDA-Hist.: Q38122840 Status: § 2a Stand der BDA-Liste: 2025-06-30 Name: Altes Gemeindehaus - Stuhlrichterhof GstNr.: 44                                                          |
| ja   | Datei hochladen | Alter röm.-kath. Pfarrhof HERIS-ID: 12143 Objekt-ID: 8278              | Pfarrhofgasse 26 Standort KG: Mischendorf | | BDA-Hist.: Q38122965 Status: § 2a Stand der BDA-Liste: 2025-06-30 Name: Alter röm.-kath. Pfarrhof GstNr.: 99                                                                     |
| ja   | Datei hochladen | Kath. Pfarrkirche hl. Ladislaus HERIS-ID: 12137 Objekt-ID: 8272        | Standort KG: Mischendorf                  | Die Kirche wurde 1654 errichtet und Mitte des 18. Jahrhunderts umfassend renoviert, dabei wurde auch der 1864 erhöhte Turm hinzugefügt. Der einschiffige Bau mit eingezogenem Chor hat ihren Abschluss in einer Apsis mit 5/8-Schluss, die durch Strebepfeiler gegliedert ist. Der Turm an der Westseite hat einen Spitzhelm. | BDA-Hist.: Q20640625 Status: § 2a Stand der BDA-Liste: 2025-06-30 Name: Kath. Pfarrkirche hl. Ladislaus GstNr.: 393 Pfarrkirche hl. Ladislaus, Mischendorf                       |
| ja   | Datei hochladen | Friedhofskapelle HERIS-ID: 12140 Objekt-ID: 8275                       | Standort KG: Mischendorf                  | | BDA-Hist.: Q38122901 Status: § 2a Stand der BDA-Liste: 2025-06-30 Name: Friedhofskapelle GstNr.: 2703                                                                            |
| ja   | Datei hochladen | Kath. Filialkirche Christi Himmelfahrt HERIS-ID: 12144 Objekt-ID: 8279 | Standort KG: Rohrbach an der Teich        | Die kleine Filialkirche wurde 1827 erbaut und hat einen Hochaltar im neugotischen Stil. | BDA-Hist.: Q38122975 Status: § 2a Stand der BDA-Liste: 2025-06-30 Name: Kath. Filialkirche Christi Himmelfahrt GstNr.: 1 Filialkirche Christi Himmelfahrt, Rohrbach an der Teich |